# Durr, durr és csók
A Durr, durr és csók (Kiss Kiss Bang Bang) egy 2005-ös krimi, akciófilm-vígjáték, Shane Black rendezésében.

## Szereposztás
Zárójelben a magyar szinkronhang.
- Robert Downey Jr. – Harry Lockhart (Fekete Ernő Tibor)
  - Indio Falconer Downey – 9 éves Harry (?)
  - Richard Alan Brown – 16 éves Harry (?)
- Val Kilmer – "Gay" Perry van Shrike (Kamarás Iván)
- Michelle Monaghan – Harmony Faith Lane (Horváth Lili)
  - Ariel Winter – 7 éves Harmony (?)
  - Stephanie Pearson – 14 éves Harmony (?)
- Corbin Bernsen – Harlan Dexter (Konrád Antal)
- Rockmond Dunbar – Kandúr (Elek Ferenc)
- Dash Mihok – Csöbör (Hajdu István)
- Shannyn Sossamon – Mia Frye a rózsaszín hajú lány (Bálint Sugárka)
- Angela Lindvall – Flicka (Agócs Judit)
- Ali Hillis – Marleah (Keönch Anna)
- Larry Miller – Dabney Shaw (Pálfai Péter)

## Filmzene
A film zenéje 2005. október 18-án jelent meg.
| 1.    | The Fair                      | John Ottman                                      | 1:38 |
| 2.    | Main Titles                   | John Ottman                                      | 1:53 |
| 3.    | Innocent Times                | John Ottman                                      | 2:02 |
| 4.    | Toy Heist                     | John Ottman                                      | 1:55 |
| 5.    | Lovely Confessions            | John Ottman                                      | 2:30 |
| 6.    | Surveillance Lesson           | John Ottman                                      | 3:22 |
| 7.    | Harry Smartens Up             | John Ottman                                      | 1:48 |
| 8.    | Dead Girl in Shower           | John Ottman                                      | 3:49 |
| 9.    | Harmony Is Dead?              | John Ottman                                      | 1:25 |
| 10.   | Saving Perry                  | John Ottman                                      | 4:40 |
| 11.   | Flashback / Dropping Off Body | John Ottman                                      | 2:38 |
| 12.   | They Took My Crickets         | John Ottman                                      | 1:48 |
| 13.   | Oh, Nuts!                     | John Ottman                                      | 2:56 |
| 14.   | Whoa, Who's This?             | John Ottman                                      | 1:38 |
| 15.   | Harmony Lives                 | John Ottman                                      | 2:16 |
| 16.   | Doggie Treat / First Kill     | John Ottman                                      | 2:09 |
| 17.   | Going Home                    | John Ottman                                      | 1:47 |
| 18.   | Harmony Sees a Clue           | John Ottman                                      | 1:24 |
| 19.   | Harry's Rage                  | John Ottman                                      | 3:23 |
| 20.   | Painful Pieces                | John Ottman                                      | 1:27 |
| 21.   | That's the Story              | John Ottman                                      | 2:46 |
| 22.   | Broken                        | John Ottman (Robert Downey Jr. közreműködésével) | 5:10 |
| 54:35 |                               |                                                  |      |

## Fordítás
- Ez a szócikk részben vagy egészben  a   Kiss Kiss Bang Bang című angol Wikipédia-szócikk fordításán alapul.  Az eredeti cikk szerkesztőit annak laptörténete sorolja fel. Ez a jelzés csupán a megfogalmazás eredetét és a szerzői jogokat jelzi, nem szolgál a cikkben szereplő információk forrásmegjelöléseként.